# Scott (album)
Pour les articles homonymes, voir Scott.
Albums de Scott Walker
Scott 2
(1968)
Scott  est le premier album studio de Scott Walker sorti en 1967. Il comprend ses propres chansons ("Montague Terrace (In Blue)", "Such a Small Love", "Always Coming Back to You"), des reprises de chansons contemporaines ("The Lady Came from Baltimore", "Angelica"), des chansons de films ("You're Gonna Hear From Me", "Through a Long and Sleepless Night") et trois traductions de chansons du belge Jacques Brel ("Mathilde", "My Death", "Amsterdam").

## Titres
1. Mathilde (Jacques Brel, Mort Shuman)
2. Montague Terrace [In Blue]
3. Angelica
4. The Lady Came From Baltimore
5. When Joanna Loved Me
6. My Death (Jacques Brel, Mort Shuman, Blau)
7. The Big Hurt
8. Such A Small Love
9. You're Gonna Hear From Me (André Prévin)
10. Through A Long And Sleepless Night (Alfred Newman)
11. Always Coming Back To You
12. Amsterdam (Jacques Brel, Mort Shuman)